# Gelat de Maraix

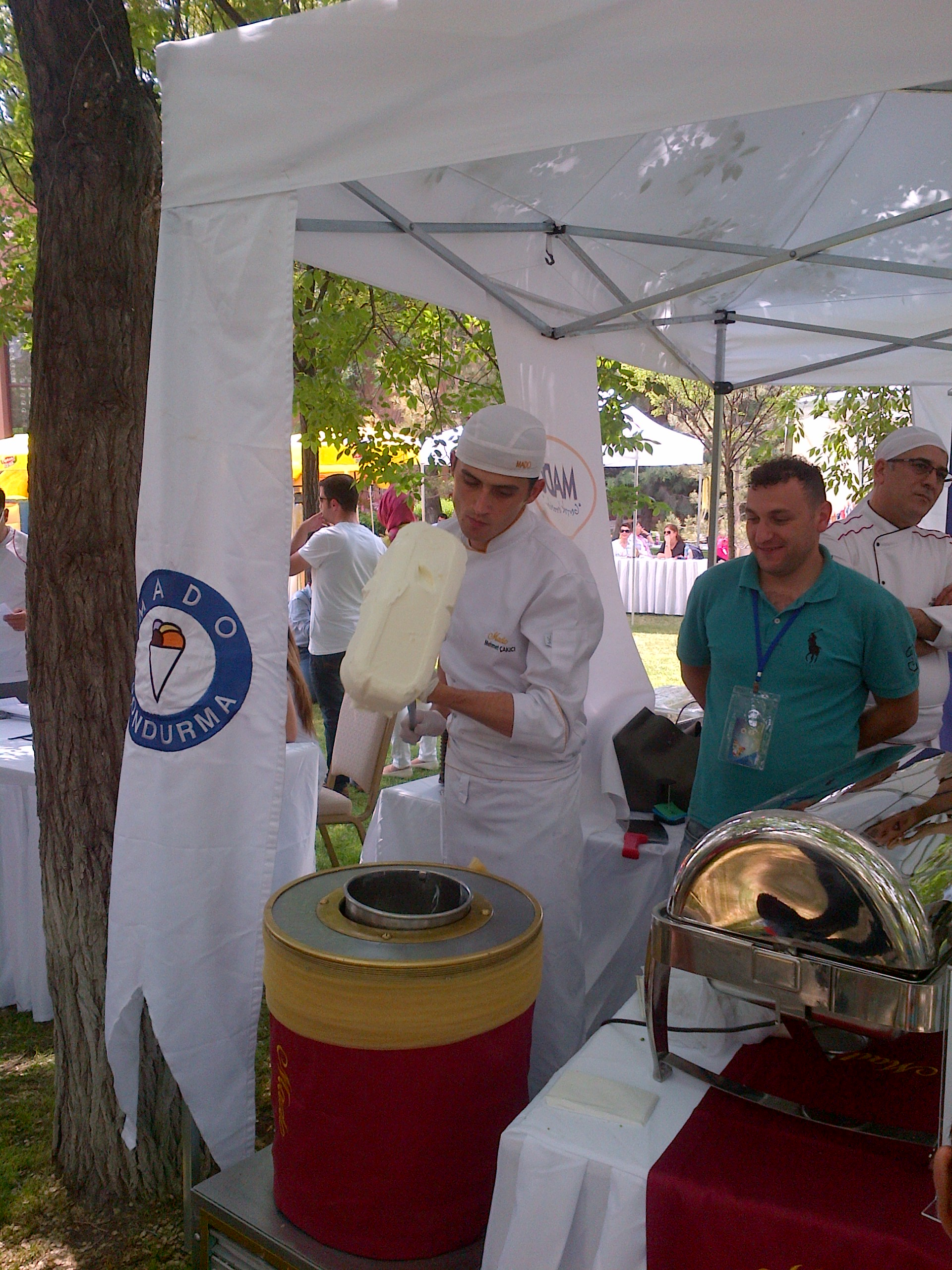
Gelat de Maraix, a Ankara.

El gelat de Maraix o Maraş dondurması és una varietat de gelat, feta amb una tècnica culinària especial tradicional, originària de Turquia.

## Etimologia
Dondurma significa gelat en turc. Maraş és el nom antic de la cittá i província de Kahramanmaraş. Maraş dondurması significa "gelat de Maraş", com que ve originalment d'aquesta part del país. També és conegut com a Dövme dondurma o Maraş dövme dondurma(sı). Dövme ve del verb dövmek (batre) i significa "batut", puix que tradicionalment aquest gelat s'elabora «batent» la llet i els altres ingredients amb un bastó de fusta o metall.

## Ingredients
El gelat de Maraş solament es fa amb llet de cabra d'una procedència regional determinada. Inclou altres ingredients com el sucre, salep i, de vegades, màstic, conegut en la cuina turca com "sakız". És força viscós i no es pot servir en motllo de gelat.

## En la cultura
La coneguda gastrònoma Holly Chase qualifica el gelat de Maraix com "un dels plaers sensuals de la gastronomia de Turquia". La guia de Turquia de "Lonely Planet" qualifica al dövme dondurma com "bojament bo" (insanely good).
El dövme dondurma és tan agafós i elàstic a la vegada, que manté qualsevol forma que li donin els mestres de gelat de Maraş, que s'han escampat per arreu del país. Especialment és una atracció turística observar un mestre venedor oferir el seu producte als vianants, utilitzant trucs i jocs aprofitant les característiques d'aquest gelat especial i el bastó de metall que es fa servir per a farcir-lo a galetes en forma de con.

## Producció industrial i comercialització
Hi ha una companyia alimentaria a Turquia, "MADO" (nom format amb les primeres dos lletres respectives de Maraş y dondurma) que, a part de fabricar aquest gelat amb tècniques modernes, alhora cria cabres per la producció de llet i altres productes lactis o locals.